# V533 Возничего
V533 Возничего (лат. V533 Aurigae) — одиночная переменная звезда в созвездии Возничего на расстоянии (вычисленном из значения параллакса) приблизительно 2895 световых лет (около 887 парсеков) от Солнца. Видимая звёздная величина звезды — от +15,6m до +11,3m.

## Характеристики
V533 Возничего — красная пульсирующая переменная звезда, мирида (M) спектрального класса M. Эффективная температура — около 3284 K.